# 紫背细辛
紫背细辛（学名：Asarum porphyronotum）是马兜铃科细辛属的植物，是中国的特有植物。分布在中国大陆的四川等地，生长于海拔1,000米的地区，多生长在灌木丛和林下阴湿处，目前尚未由人工引种栽培。

## 变种
- Asarum porphyronotum C. Y. Cheng et C. S. Yang var. atrovirens C. Y. Cheng et C. S. Yang